# Station Oldenbüttel
Station Oldenbüttel (Bahnhof Oldenbüttel) is een spoorwegstation in de Duitse plaats Oldenbüttel, een deel van de gemeente Hambergen, in de deelstaat Nedersaksen. Het station ligt aan de spoorlijn Wunstorf - Bremerhaven. Op het station stoppen alleen Regio-S-Bahntreinen van Bremen en Nedersaksen op het station. Het station telt twee perronsporen.

## Treinverbindingen
De volgende treinserie doet station Oldenbüttel aan:
| Serie | Treinsoort                  | Route                                                                                              | Bijzonderheden                       |
| ----- | --------------------------- | -------------------------------------------------------------------------------------------------- | ------------------------------------ |
| S2    | Regio-S-Bahn (NordWestBahn) | Bremerhaven-Lehe – Bremerhaven Hbf – Oldenbüttel – Osterholz-Scharmbeck – Bremen Hbf – Twistringen | Versterkingstreinen tijdens de spits |